# Emma Boada
Emma Boada Coronado (Barcelona, 15 de junio de 1994) es una jugadora de balonmano española que juega de central en la Primera División eslovaca para el HC DAC Dunaszerdahely y en la selección española.

## Trayectoria
Comenzó a jugar en la máxima categoría española con el Balonmano Deportivo Castelldefels, donde fe galardonada como mejor deportista de la temporada 2014–15. 
En el verano del 2015 ficha por el Balonmano Alcobendas, donde permanece hasta el 2017, que se mudó a Málaga, para fichar por el Rincón Fertilidad Málaga, donde desarrolló dos temporadas completas, dando un gran rendimiento y convirtiéndose en un referente en la dirección del equipo a las órdenes de Diego Carrasco. 
En el 2019 fichó por el Balonmano Bera Bera donde se ha proclamado campeona de Liga varias veces. 
Varias lesiones (cuatro operaciones de rodilla, tres de cruzado y una de menisco, una mano, clavícula izquierda con desplazamiento) han ido lastrando su carrera y le han impedido una continuidad en su juego. 
En el 2023 cambió su habitual número 9 en la camiseta de sus clubes por el 7 en honor a su excompañera Sara Gil.Esa misma temporada se anunció su no continuidad en el equipo donostiarra, ganando el triplete (Copa, Supercopa y Liga) y fichó por el Dunajska Streda. En su primera temporada se hizo con la Copa de Eslovaquia, destronando al todopoderoso Iuventa Michalovce.

#### Datos (Actualizados a septiembre de 2024)

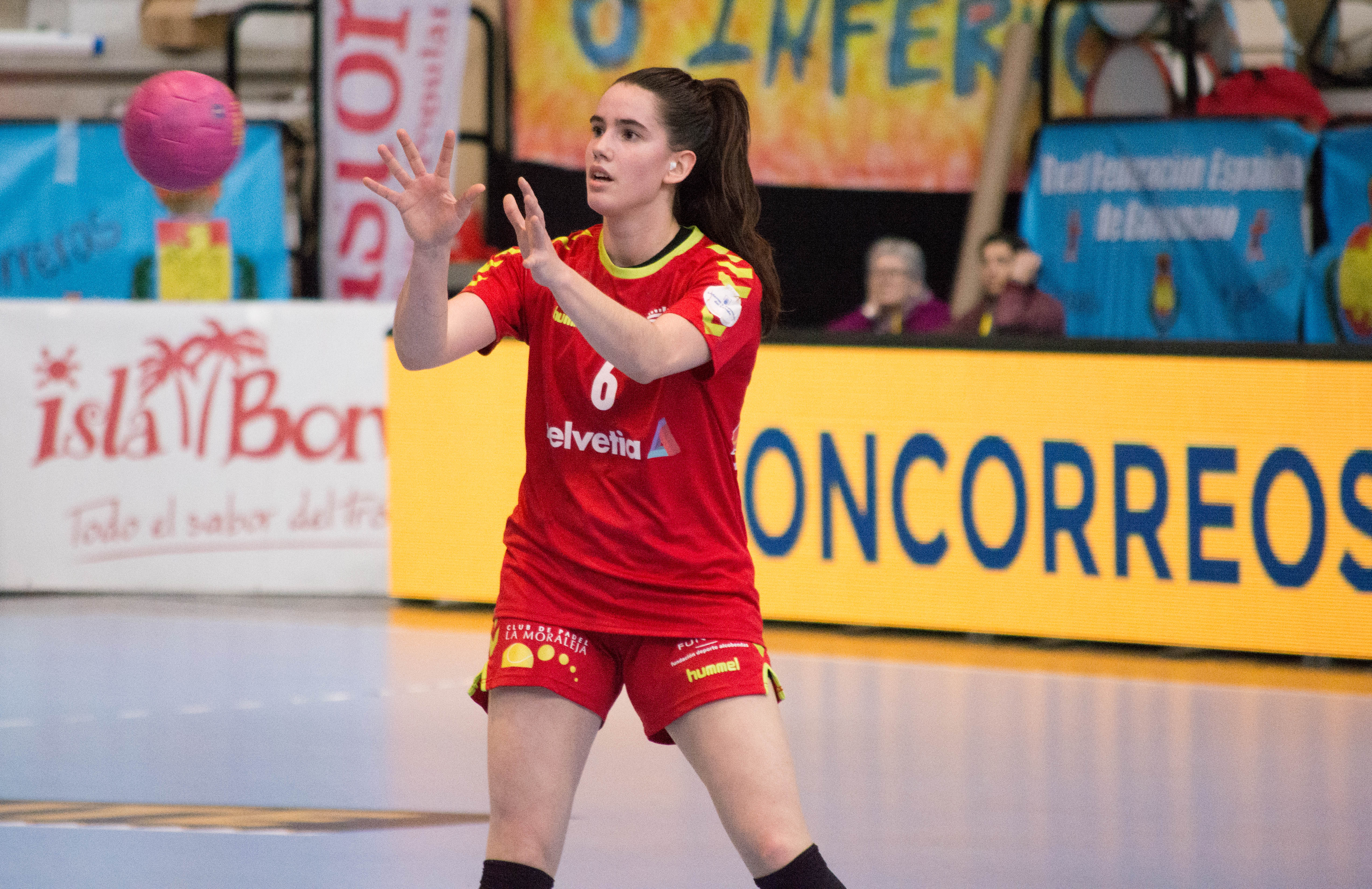
Emma Boada en su época en Alcobendas

### Clubes
- 2012-15:  Deportivo Castelldefels
- 2015-17:  Balonmano Alcobendas
- 2017-19:  Rincón Fertilidad Málaga
- 2019-24:  Balonmano Bera Bera
- 2024-:  HC DAC Dunaszerdahely

#### Datos (Actualizados a septiembre de 2024)[12][13]
| Liga     | Liga  | Copa     | Copa  | Europa   | Europa |
| Partidos | Goles | Partidos | Goles | Partidos | Goles  |
| -------- | ----- | -------- | ----- | -------- | ------ |
| 232      | 629   | 19       | 70    | 25       | 85     |

### Selección
Empezó su periplo con la selección absoluta española en 2018, con su convocatoria para los Juegos del Mediterráneo del 2018, celebrados en Tarragona, donde se proclamó campeona en un equipo de leyenda en la que compartió vestuario con Jennifer Gutiérrez, Merche Castellanos, Carmen Campos, Paula García, Ivet Musons,... Era una de las jugadoras fijas con la selección junior y juveniles y su último partido con las Guerreras fue un amistoso ante Austria el 29 de septiembre de 2018.

## Palmarés

### Clubes
- 4 x Liga Guerreras Iberdrola (2019–20, 2020–21, 2021–22, 2023-24)
- 1 x Supercopa de España (2022–23)
- 2 x Copa de la Reina (2023, 2024)
- 1 x Supercopa Ibérica (2023)
- 1 x Copa de Eslovaquia (2025)

### Selección española
- 1 x Juegos del Mediterráneo (2018)

### Distinciones individuales
- Mejor central de la Liga Guerreras Iberdrola 2018–19[17]